# Linia kolejowa Tąpadły – Gościno
Linia kolejowa Tąpadły – Gościno – rozebrana linia kolejowa wąskotorowa łącząca Tąpadły i Gościno. Linia została otwarta 27 maja 1895 roku na odcinku Rymań – Gościno. 1 czerwca 1895 roku otwarto odcinek Skrzydłowo – Rymań, a 9 grudnia 1899 – odcinek Tąpadły – Skrzydłowo. Tym samym linia osiągnęła swoją pierwotną długość – 38,82 km. W 1962 roku nastąpiło zamknięcie odcinka Rymań – Gościno dla ruchu pasażerskiego. Cztery lata później to samo stało się z odcinkiem Tąpadły – Rymań. Przed 1995 rokiem zamknięto odcinek Skrzydłowo – Gościno dla ruchu pasażerskiego, a w 1996 odcinek Tąpadły – Skrzydłowo. W czerwcu 1999 roku linia straciła spójność, gdy nastąpił demontaż przęseł torów na przejazdach torowych w ciągu szosy E28 na odcinkach Natolewice – Wicimice oraz Rzesznikowo – Rymań. Obecnie linia nie istnieje. Linia na całej swojej długości była jednotorowa, a rozstaw szyn wynosił 1000 mm.